# Zelleria haimbachi
Zelleria haimbachi is een vlinder uit de familie van de stippelmotten (Yponomeutidae). De wetenschappelijke naam van de soort werd in 1915 gepubliceerd door Busck.